# (100735) Alpomořanská
(100735) Alpomořanská est un astéroïde de la ceinture principale.

## Description
(100735) Alpomořanská est un astéroïde de la ceinture principale. Il fut découvert le 19 février 1998 à observatoire Kleť par Jana Tichá et Miloš Tichý. Il présente une orbite caractérisée par un demi-grand axe de 2,37 UA, une excentricité de 0,13 et une inclinaison de 4,0° par rapport à l'écliptique.
Il est nommé d'après Élisabeth de Poméranie.